# Нугуш (приток Усени)
Нугуш (в верховье Большой Нугуш) — река в России, протекает по Башкортостану. Впадает в реку Усень в 35 км от устья по правому берегу. Длина реки составляет 58 км, площадь водосборного бассейна 594 км². Высота истока около 287 м над уровнем моря.

## Притоки
- 5,7 км: Салкынчишма (пр)
- 9,4 км: Малый Нугуш (пр)

## Данные водного реестра
По данным государственного водного реестра России относится к Камскому бассейновому округу, водохозяйственный участок реки — Ик от истока и до устья, речной подбассейн реки — бассейны притоков Камы до впадения Белой. Речной бассейн реки — Кама.
Код объекта в государственном водном реестре — 10010101312111100028343.